# Lydoceras
Lydoceras is een geslacht van kevers uit de familie oliekevers (Meloidae).
Het geslacht is voor het eerst wetenschappelijk beschreven in 1870 door Silvin Augustin de Marseul. Op dat ogenblik rekende hij slechts een soort tot dit geslacht: Lydoceras fasciata, een grote (3 à 4 cm lange) kever uit "Egypte en Arabië" die door Johann Christian Fabricius in 1775 was beschreven als Mylabris fasciata.

## Soorten
Het geslacht omvat de volgende soorten:
- Lydoceras fasciata (Fabricius, 1775)
- Lydoceras flavosellata (Fairmaire, 1887)
- Lydoceras lictor (Gerstaecker, 1884)
- Lydoceras stanleyana (Duvivier, 1890)